# Iso Kaatluoma
Iso Kaatluoma eller Kaatluoma är en sjö i Finland. Den ligger i kommunen Pieksämäki i landskapet Södra Savolax, i den centrala delen av landet, 260 km norr om huvudstaden Helsingfors. Iso Kaatluoma ligger 124,4 meter över havet. Arean är 1,47 kvadratkilometer och strandlinjen är 8,17 kilometer lång. Sjön  ingår i Kymmene älvs huvudavrinningsområde.   I omgivningarna runt Iso Kaatluoma växer i huvudsak blandskog.